# محوطه بیجرد
محوطه بیجرد مربوط به سدهٔ ۵–۹ ه.ق است و در شهرستان سبزوار، روستای بیسجرد واقع شده و این اثر در تاریخ ۱۰ مهر ۱۳۸۰ با شمارهٔ ثبت ۴۰۳۷ به‌عنوان یکی از آثار ملی ایران به ثبت رسیده است.